# Hampton, Virginia
Hampton là một thành phố thuộc quận, tiểu bang Virginia, Hoa Kỳ. Thành phố có diện tích km², dân số thời điểm năm 2005 theo điều tra của Cục điều tra dân số Hoa Kỳ là 145.579 người2.